# 이모리역
이모리역(일본어: 飯森駅)은 일본 나가노현 기타아즈미군 하쿠바촌에 위치한 동일본 여객철도 오이토 선의 철도역이다. 역 번호는 14번이며, 단선 승강장 1면 1선의 구조를 갖춘 지상역이다.

## 이용 현황
| 승차 인원 추이 | 승차 인원 추이 |
| 연도           | 1일 평균       |
| -------------- | -------------- |
| 2007           | 24             |
| 2010           | 23             |
| 2011           | 20             |

## 역 주변
- 국도 제148호선
- 하쿠바 고류 스키장
- 히메 강

## 역사
- 1960년 7월 20일 : 국철의 역으로서 개업. 여객 영업만.
- 1987년 4월 1일 : 일본국유철도 분할 민영화에 의해, 동일본 여객철도가 승계.
- 2014년
  - 11월 22일 : 나가노 현 가미시로 단층 지진에 의해, 이 역을 지나 시나노오마치 - 이토이가와 역 간이 통행 불가.
  - 11월 25일 : 이 역을 지나 시나노오마치 - 하쿠바 역 간이 통행 재개.
  - 12월 7일 : 하쿠바 - 미나미오타리 간의 운행을 재개.

## 인접 역
| 동일본 여객철도 오이토 선 | 동일본 여객철도 오이토 선 | 동일본 여객철도 오이토 선                |
| ------------------------- | ------------------------- | ---------------------------------------- |
| 15 가미시로 마쓰모토 방면 | ■ 오이토 선               | 하쿠바 13 미나미오타리 · 이토이가와 방면 |